# Santuario Nacional de la Gran Promesa
La Basílica Menor y Santuario Nacional de la Gran Promesa es un templo católico de carácter expiatorio consagrado al culto del Sagrado Corazón de Jesús sito en la ciudad de Valladolid, comunidad de Castilla y León, España. Su arquitectura es de traza barroca y su abigarrado mobiliario interior responde a diferentes estilos y épocas.

## Historia

### El Colegio de San Ambrosio y la revelación de la Gran Promesa
El templo fue en origen iglesia pública del Colegio de San Ambrosio, regentado por la Compañía de Jesús. El conjunto de iglesia y colegio debió erigirse en la primera década del siglo XVII, hacia 1610, según lo trazado por el arquitecto post-herreriano Francisco de Praves y bajo el mecenazgo del prelado vallisoletano Diego Romano de Vitoria, obispo de Tlaxcala (México), quien dispuso su enterramiento y el de sus familiares en la capilla mayor.
El 14 de mayo de 1733, mientras dirigía una oración devocional al Sagrado Corazón de Jesús después de comulgar, el entonces estudiante de teología y futuro padre jesuita Bernardo Francisco de Hoyos (1711-1735) recibió en el presbiterio del templo la conocida como Revelación de la Gran Promesa. De Hoyos escuchó las siguientes palabras:
El 25 de septiembre de ese mismo año, siguen narrando las crónicas jesuitas, el beato oyó una voz que le dijo:
Entendiendo que se hallaba ante una ratificación por el Padre de la Gran Promesa realizada por el Sagrado Corazón del Hijo meses atrás, de Hoyos pidió la extensión del Reino del Sagrado Corazón de Jesús en España.
Expulsados los jesuitas de España en 1767, la iglesia de San Ambrosio pasó a ser iglesia parroquial de San Esteban en 1773. En 1771 la función formativa del Colegio fue transferida al Seminario Escocés de Madrid. El 27 de noviembre de 1869 el edificio sufrió un voraz incendio, a consecuencia del cual se perdieron casi todas las obras de arte que contenía, aunque la estructura arquitectónica no se vio afectada. Al año siguiente se procedió a la reapertura de la iglesia, alhajándola con cesiones de piezas y mobiliario procedentes de otros templos y conventos vallisoletanos.

### Santuario Nacional de la Gran Promesa

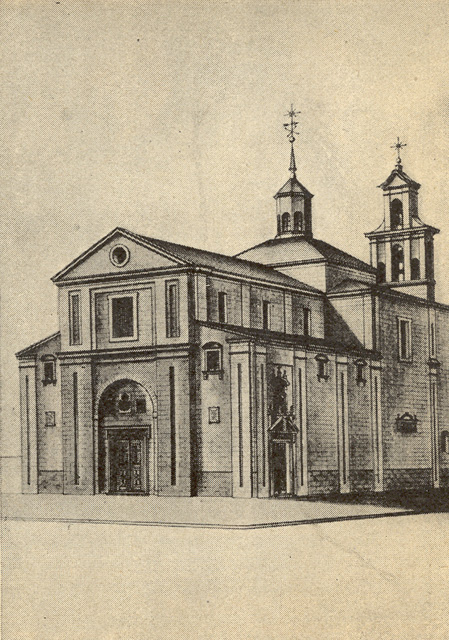
Dibujo del Santuario.

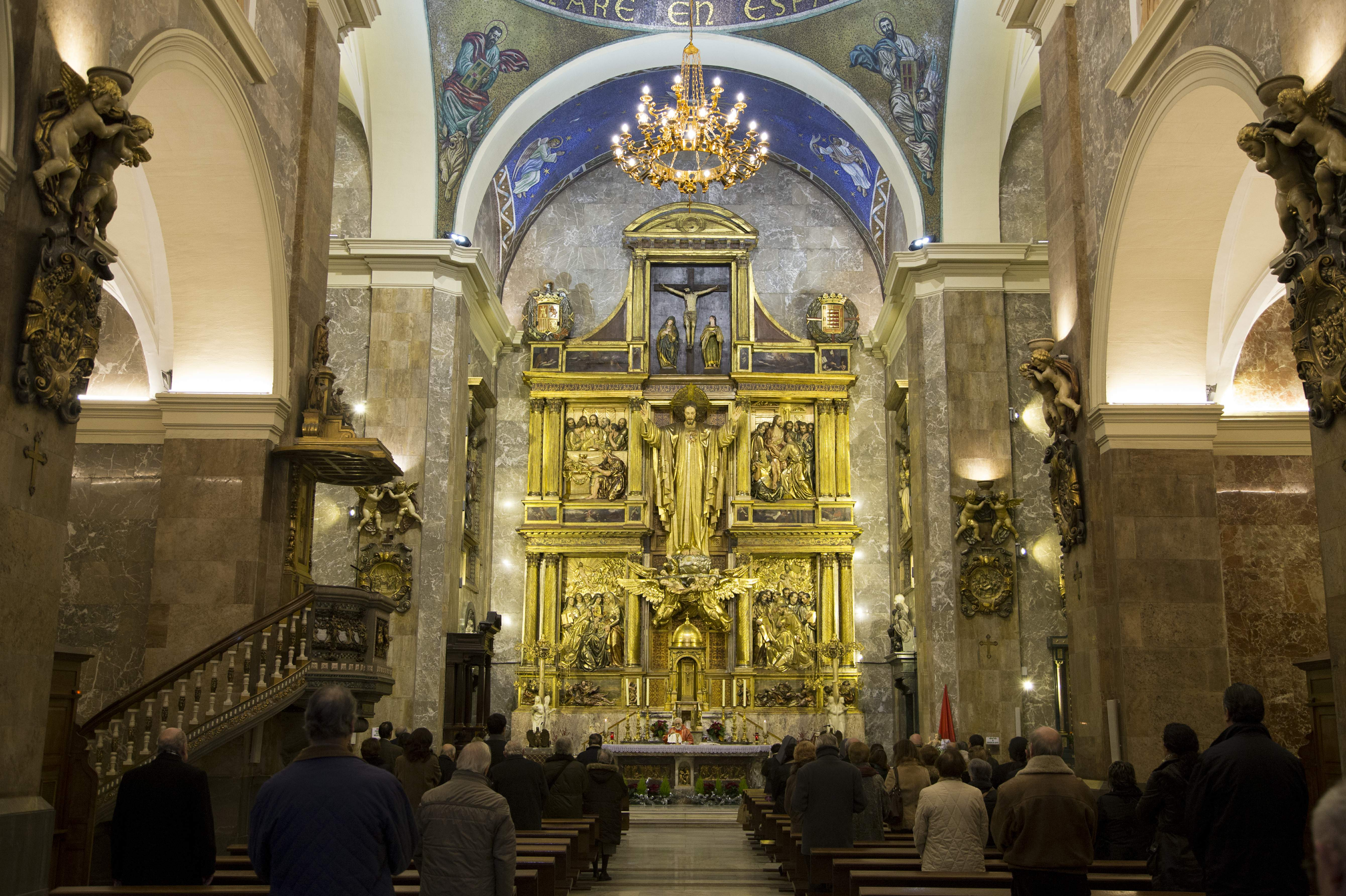
Detalle de la nave central y del crucero

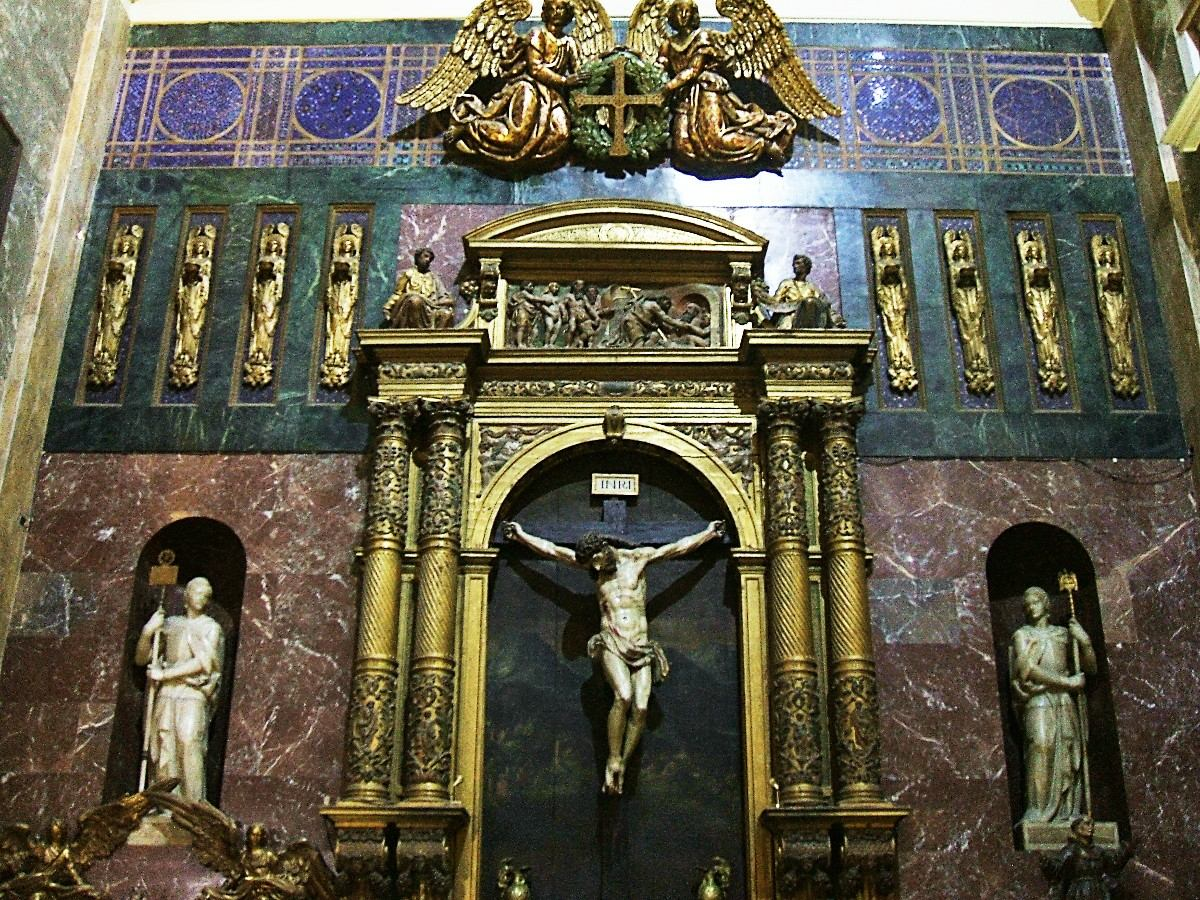
Altar de Jesucristo, en la nave lateral derecha.

Con motivo del 200 aniversario de la Gran Promesa, el arzobispo Remigio Gandásegui y Gorrochátegui comenzó a promover la idea de convertir esta iglesia de San Esteban en un Templo Expiatorio Nacional del Sagrado Corazón de Jesús. La aprobación fue concedida por el papa Pío XI en un documento enviado al prelado vallisoletano el 12 de agosto de 1933, pero la consagración se demoró. Gandásegui falleció en 1937 sin ver realizada su empresa espiritual.
El sucesor de Gandásegui, Antonio García y García, continuó adelante con el proyecto, que requirió importantes remodelaciones del edificio, y tuvo la satisfacción de consagrar el Templo Expiatorio con el nombre de Santuario Nacional de la Gran Promesa el 15 de junio de 1941, para cuya Misa de Consagración se compuso la Misa al Sacratísimo Corazón de Jesús de Julián García Barrio. El papa Pío XII envió en ese fecha un mensaje en el que expresaba su gozo por la inauguración del templo.
En 1945 se proyectó (y comenzó a construirse) el denominado Alcázar de Cristo Rey, un complejo arquitectónico en torno al Santuario de enormes proporciones proyectado por los arquitectos Antonio Palacios y Pascual Bravo. Este edificio proyectado como "centro de peregrinación" tendría una torre de 125 metros de altura (superior a la de la catedral). El gigantesco proyecto se acabó abandonando.
En 1953, el Cardenal Roncalli, futuro Papa Juan XXIII, visitó oficialmente el Santuario Nacional.
El 12 de mayo de 1964 el papa Pablo VI emitió en Roma la bula por la que el Templo del Santuario Nacional de la Gran Promesa quedaba erigido en Basílica Menor.
En 2013 la Fundación Las Edades del Hombre restauró completamente el retablo e instaló una nueva iluminación, más respetuosa con el patrimonio.
El 6 de febrero de 2015 los restos mortales del Arzobispo García y García fueron trasladados a la Basílica procedentes del Convento de las Carmelitas Descalzas de Tordesillas, en una multitudinaria ceremonia presidida por el Cardenal-Arzobispo Ricardo Blázquez en la que volvió a sonar la Misa con la que se consagró el templo, finalizando con la interpretación del Himno a los Mártires de España, del mismo compositor.

## Descripción

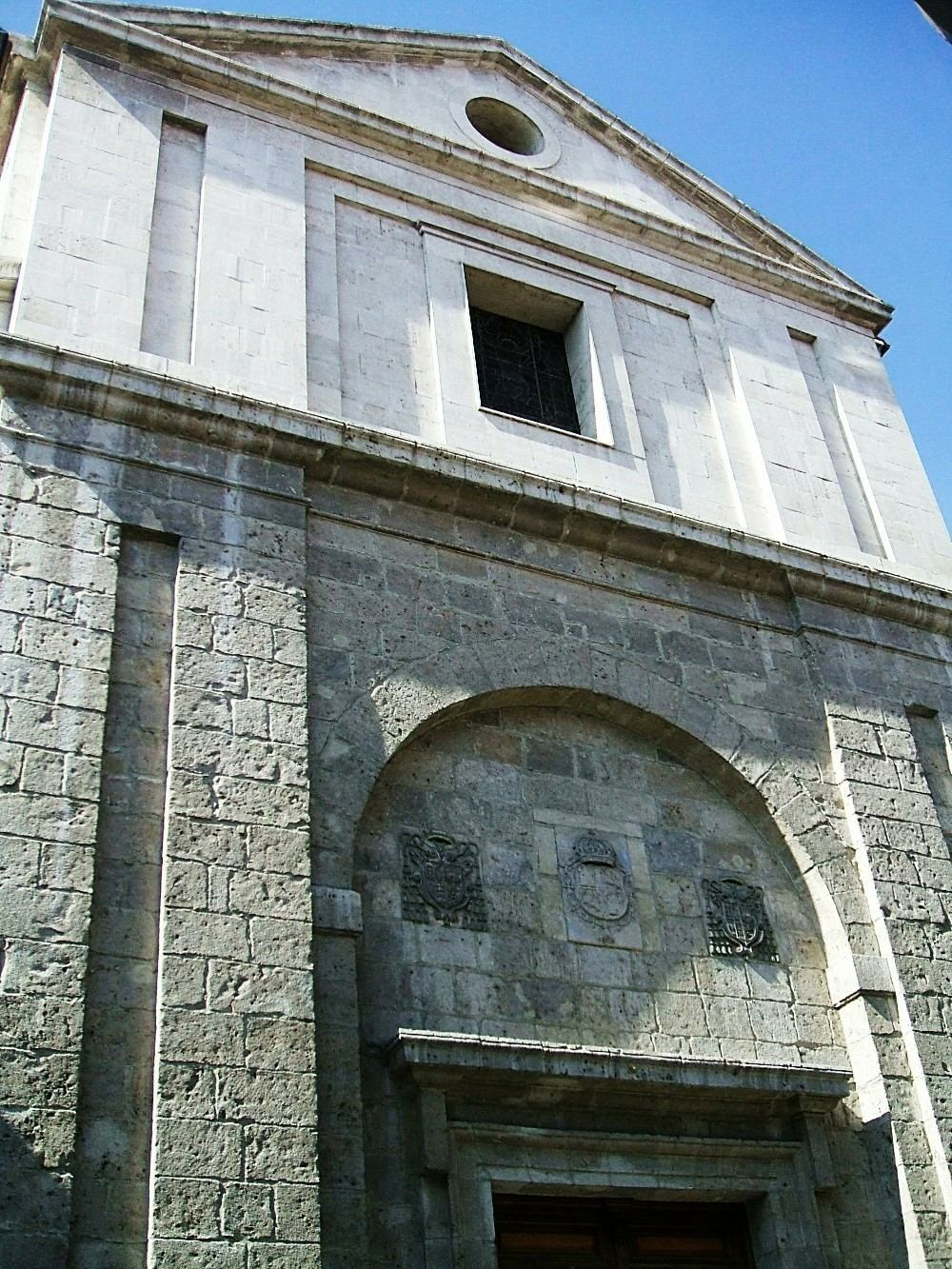
Fachada de la iglesia.

La fachada principal, cuyo diseño responde a la inspiración palladiana, presenta dos cuerpos. El inferior está concebido a manera de arco triunfal, mientras que el superior se corona con frontón triangular. Sobre la portada adintelada se disponen tres escudos: los dos laterales corresponden al arzobispo fundador y el del centro, un escudo real, debió de sustituir al del Colegio tras la expulsión de los jesuitas.
El edificio se ajusta a la tradicional planta jesuítica: una sola nave con capillas laterales entre contrafuertes comunicadas entre sí, crucero y capilla mayor con testero plano, todo ello inscrito en un rectángulo. Los tramos se hallan separados por pilastras toscanas, que enmarcan arcos de medio punto sobre los que se abren balconcillos para las tribunas. El centro del crucero se cubre con cúpula de media naranja sobre pechinas y con linterna; la misma está decorada con un elaborado mosaico moderno, inspirado en formas venecianas y bizantinas. Los brazos del crucero y la nave están cubiertos con bóveda de cañón con lunetos.
El interior de la iglesia, al convertirse en Santuario Nacional, se modificó sustancialmente en su decoración, revistiéndose de suntuosos mármoles, dorados y mosaicos. La reforma fue dirigida por el sacerdote y artista Félix Granda. Esta ornamentación moderna, vistosa pero de moderado interés artístico, comparte el espacio con varios retablos, relieves y tallas correspondientes a los siglos XVI, XVII y XVIII, en su mayoría procedentes de otros templos y conventos vallisoletanos, a los que se recurrió para suplir el mobiliario destruido en el incendio de 1869.
Empezando por el lado de la Epístola (derecho), pueden contemplarse:

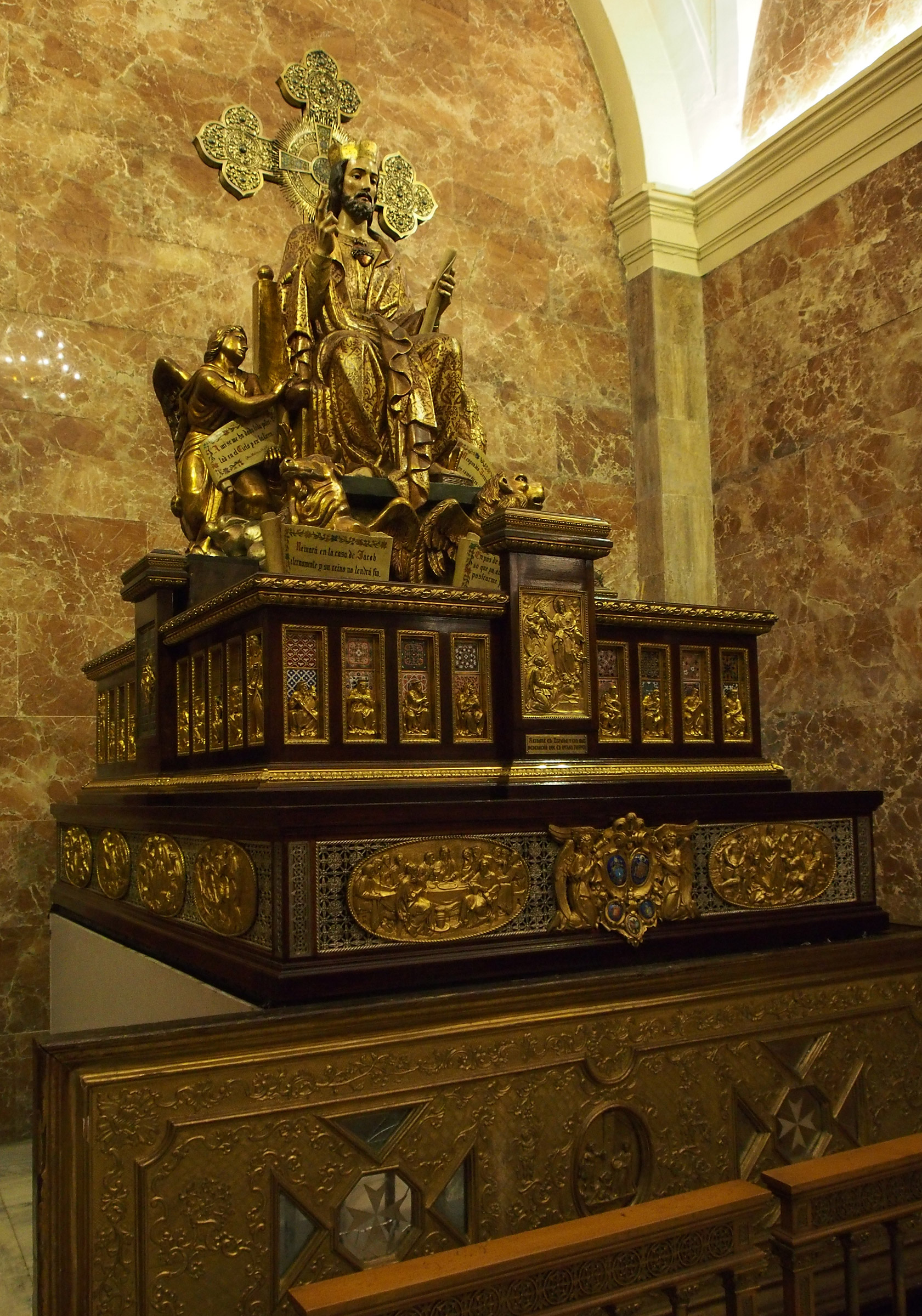
Carroza de Cristo Rey.

- En el pórtico, el Relieve de Santa Ana, la Virgen y el Niño, obra de Sebastián Ducete y Esteban de Rueda, del siglo XVII. Hasta la reforma ejecutada por el padre Granda en el siglo XX, el motivo ocupaba el cuerpo central del retablo mayor.
- En la primera capilla de la Epístola, el Retablo de Nuestra Señora de la Paz y Buen Viaje de Antipolo, advocación filipina flanqueada por imágenes de San Francisco Javier (s. XVIII) y Santa Águeda (s. XVII), esta última obra de Adrián Álvarez.
- En la segunda capilla de la Epístola, la Carroza de Cristo Rey, obra realizada por el padre Granda en 1950 y que es sacada en procesión el día del Sagrado Corazón de Jesús (el 15 de junio); también, una talla de Obispo, de Esteban Jordán (s. XVI) y el Cristo de la Caña de José Rozas (s. XVII).
- En el brazo derecho del crucero, el Altar de Jesucristo Rey de los Mártires, presidido por un Crucificado de Esteban Jordán de estilo clasicista del siglo XVI, que anteriormente estuvo en la iglesia vallisoletana de San Antón. Cabe señalar que Jordán realizó un Cristo crucificado muy parecido para el Monasterio de Santa María Magdalena, de las religiosas Agustinas, en Medina del Campo. Se hallan presentes también en este espacio la Virgen del Val (s. XIII), un San Pedro Regalado del círculo de Pedro de Sierra (s. XVIII) y un lienzo de la Inmaculada Concepción, con el presbítero Andrés de Vega a guisa de donante, pintado por Francisco Martínez en 1609.

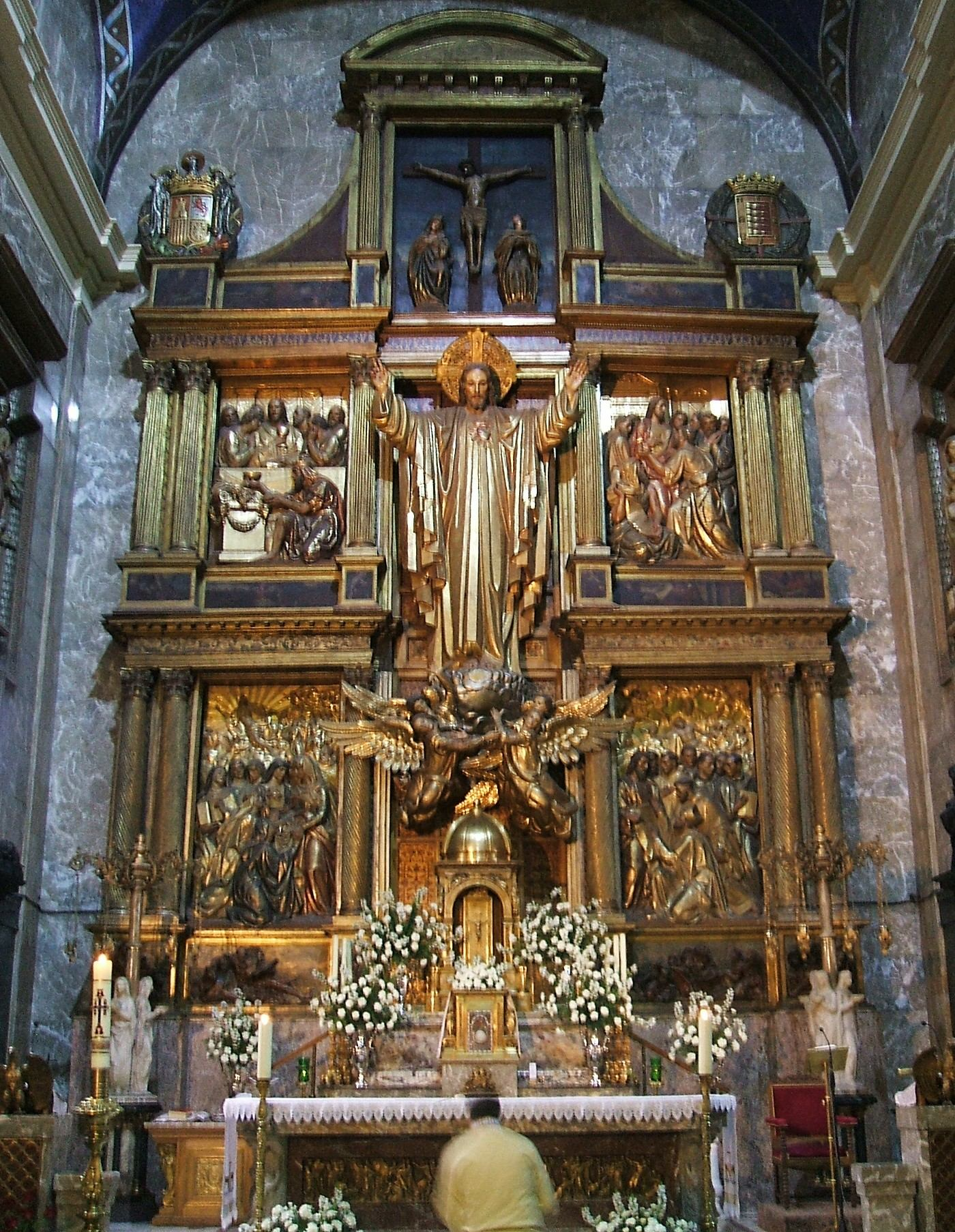
Retablo mayor.

- La Capilla mayor está presidida por el Retablo mayor, procedente del desamortizado Convento de los Padres Carmelitas Descalzos de Medina del Campo, realizado hacia 1619 en un estilo barroco clasicista. La mazonería fue ensamblada por Francisco de Palenzuela. Los relieves de la predela fueron tallados por Sebastián Ducete y Esteban de Rueda, mientras que los que cubren los dos cuerpos de las calles laterales son de factura moderna, de 1941, fruto de la mano escultórica del padre Granda. Los cuatro motivos retratados son, en el cuerpo superior, la Última Cena y la Duda de Santo Tomás, y en el cuerpo inferior, dos grupos de adoradores y propagadores del amor de Cristo, presididos uno por la Virgen María y el otro por San Juan Evangelista.

Del mismo autor es la imponente imagen del Sagrado Corazón de Jesús, con los brazos abiertos y erguido sobre ángeles, que ocupa toda la calle central y que sustituye al mencionado altorrelieve de Santa Ana, la Virgen y el Niño. Al margen de su calidad técnica, la estatua se emplaza en el retablo con un dudoso criterio estético, ya que su composición formal y sus grandes proporciones desentonan con el conjunto escultórico que la rodea. En el ático se sitúa un Calvario formado por un Crucificado de 1500 y los bultos de la Virgen y San Juan, realizados por Pedro de la Cuadra a finales del siglo XVI. A los lados del presbiterio hay dos relieves con la Adoración de los Magos y la Revelación de la Gran Promesa, realizados por Granda.
- En el brazo izquierdo del crucero, el retablo de la Aparición de la Virgen del Pilar a Santiago Apóstol, obra moderna del padre Granda, que aúna relieves y tallas de bulto redondo de diversas dimensiones, creando un conjunto bastante heterogéneo. Una gran escultura de la Virgen y el Niño corona el retablo a modo de ático, mientras que a sus pies se disponen, en postura arrodillada, Santiago el Mayor y San Pablo.
- En la tercera capilla del Evangelio, el retablo de San José, barroco del siglo XVIII, de la escuela salmantina y relacionado con Juan Fernández.

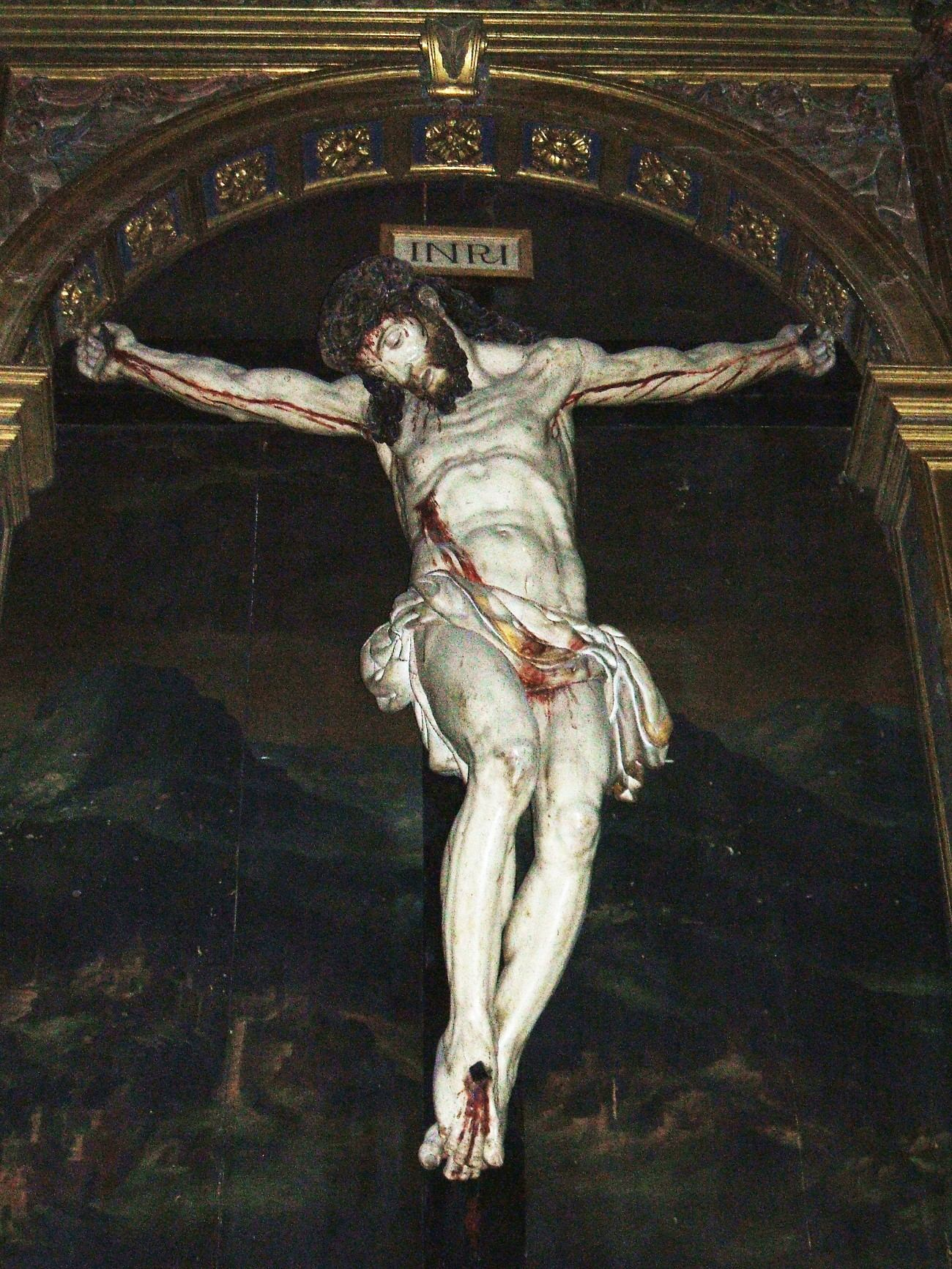
Crucificado, de Esteban Jordán.

- En la segunda capilla del Evangelio, el retablo de la Virgen de Guadalupe, sobre un fondo

decorativo en el que se representan los escudos de todos los países hispanoamericanos. Es obra del artista mexicano Luis Toral González (1951).
- En la primera capilla del Evangelio, el retablo del Inmaculado Corazón de María, flanqueado por un San Joaquín y una Santa Ana, asignables a Pedro de Ávila (s. XVIII).

Otros elementos destacables del templo son el púlpito, el Vía Crucis, el sagrario, el Lignum Crucis y el
ostensorio, obras todas del padre Granda. En el coro alto se encuentra un órgano de estética sonora neobarroca, construido por Verschueren (Holanda) en 1970 e instalado en el Santuario en 2014, el cual posee dos teclados y pedalero, con 13 registros. Anteriormente hubo un pequeño órgano de estilo romántico realizado en torno a 1930 por la Casa Eleizgaray (Azpeitia, Guipúzcoa) y trasladado en 2014 a la parroquia de la localidad de Tudela de Duero.
En un edificio contiguo se sitúa la Capilla exenta del Santuario, en la que se celebran parte de los oficios religiosos. Se trata de un espacio de nave única con bóveda de cañón con lunetos y bóveda hemiesférica sobre pechinas en la cabecera, decoradas ambas con molduras y yesería de gusto típicamente barroco. El retablo principal, de tipo hexástilo, responde al recargado barroco del siglo XVIII.

## Culto
El Santuario celebra culto regular con seis eucaristías diarias y otros oficios (rosarios, exposiciones del Santísimo, laudes cantados, vísperas cantadas, trisagios, horas santas, confesiones, triduos, novenas, etc.). El antiguo Colegio de San Ambrosio acoge desde 1994 el Centro de Espiritualidad del Corazón de Jesús. En inmuebles aparte pero contiguos se ubican dependencias de la Fundación Emilio Álvarez Gallego y un establecimiento de libros y objetos religiosos.
Desde la Basílica retransmite semanalmente Televisión Castilla y León la misa dominical a las diez de la mañana.

## Música en la Basílica
El Santuario recibió un órgano procedente del Seminario de Toro construido por Eleizgaray entre 1925 y 1930 y que fue instalado en 1940 en el coro alto, frente al altar mayor. De sonoridad romántica, contaba con dos teclados completos de 61 notas y pedalero de 30. En 2014 fue reemplazado por un órgano de la firma holandesa Verschueren, construido en 1970 y vendido por el hospital de la ciudad neerlandesa de Bolduque, el cual, tras un cambio de edificio, no podía albergarlo en el nuevo espacio destinado a la capilla. Se trata de un órgano de estilo barroco alemán de dos teclados y pedalero. Se inauguró el 24 de mayo de 2014 con un concierto a cargo de Pedro Aizpurúa. El primitivo instrumento actualmente se encuentra en la iglesia parroquial de Tudela de Duero.
Cultos cantados:
- Vísperas: de lunes a viernes a las 20 horas y los domingos a las 20:30, solista y órgano.
- Laudes: domingos a las 9:45 horas, solista y órgano.
- Misas: sábado a las 20 horas y domingo a las 12, solista, coro y órgano.

## Organigrama
Al frente de la Basílica se encuentra un sacerdote con dignidad de Rector. Desde el 1 de septiembre de 2023 es Jesús Fernández Lubiano, sucediendo a Julio Alberto de Pablos, que lo ocupó desde el 5 de septiembre de 2015, que a su vez tomó el relevo de Vicente Vara, que desempeñó el cargo desde 1996.
Además del Rector, cuenta con dos Capellanes y diversos sacerdotes adscritos. En la preparación y organización del culto participan además las Religiosas de Cristo Sacerdote.

## Galería

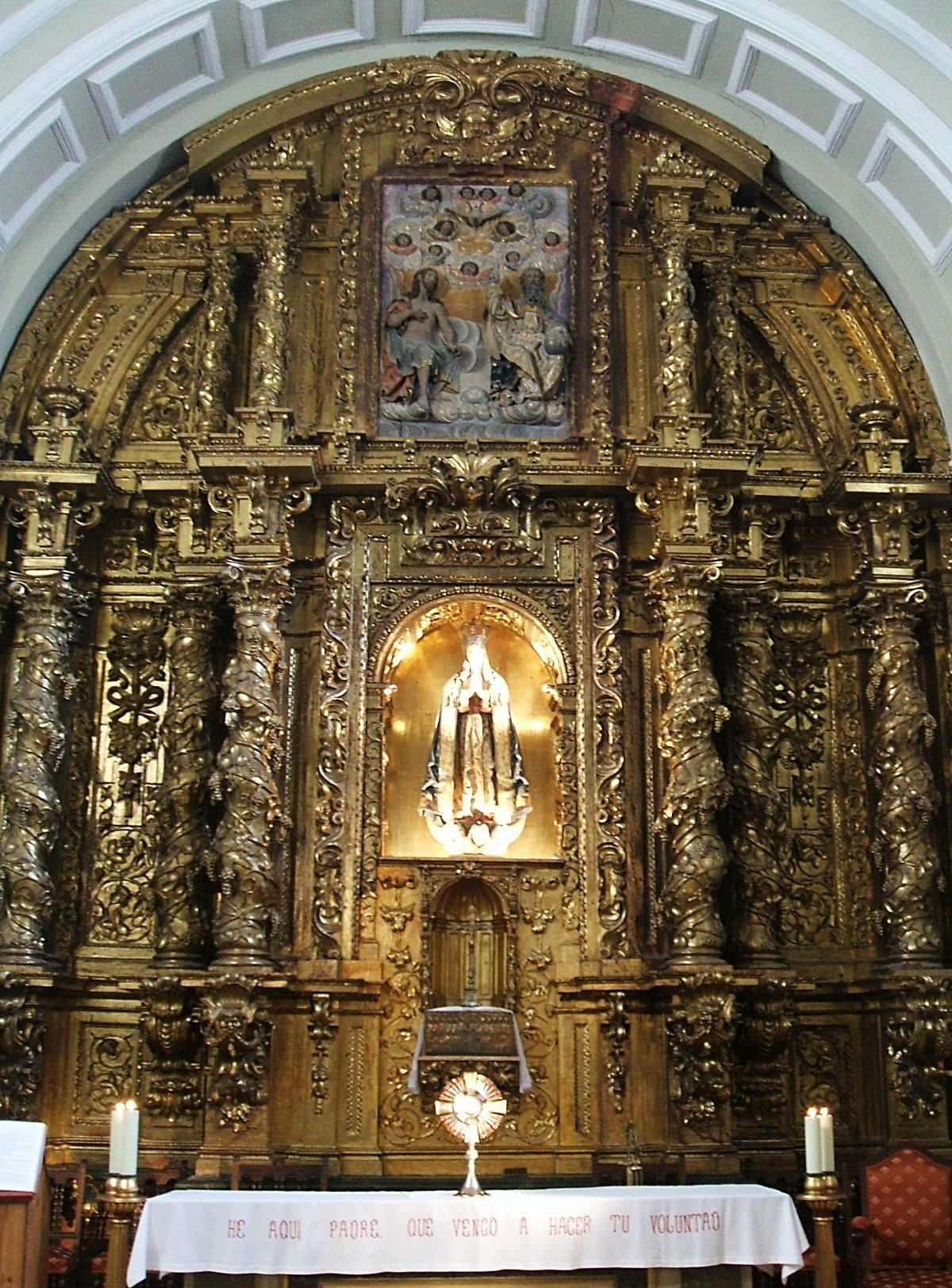
Retablo principal de la Capilla
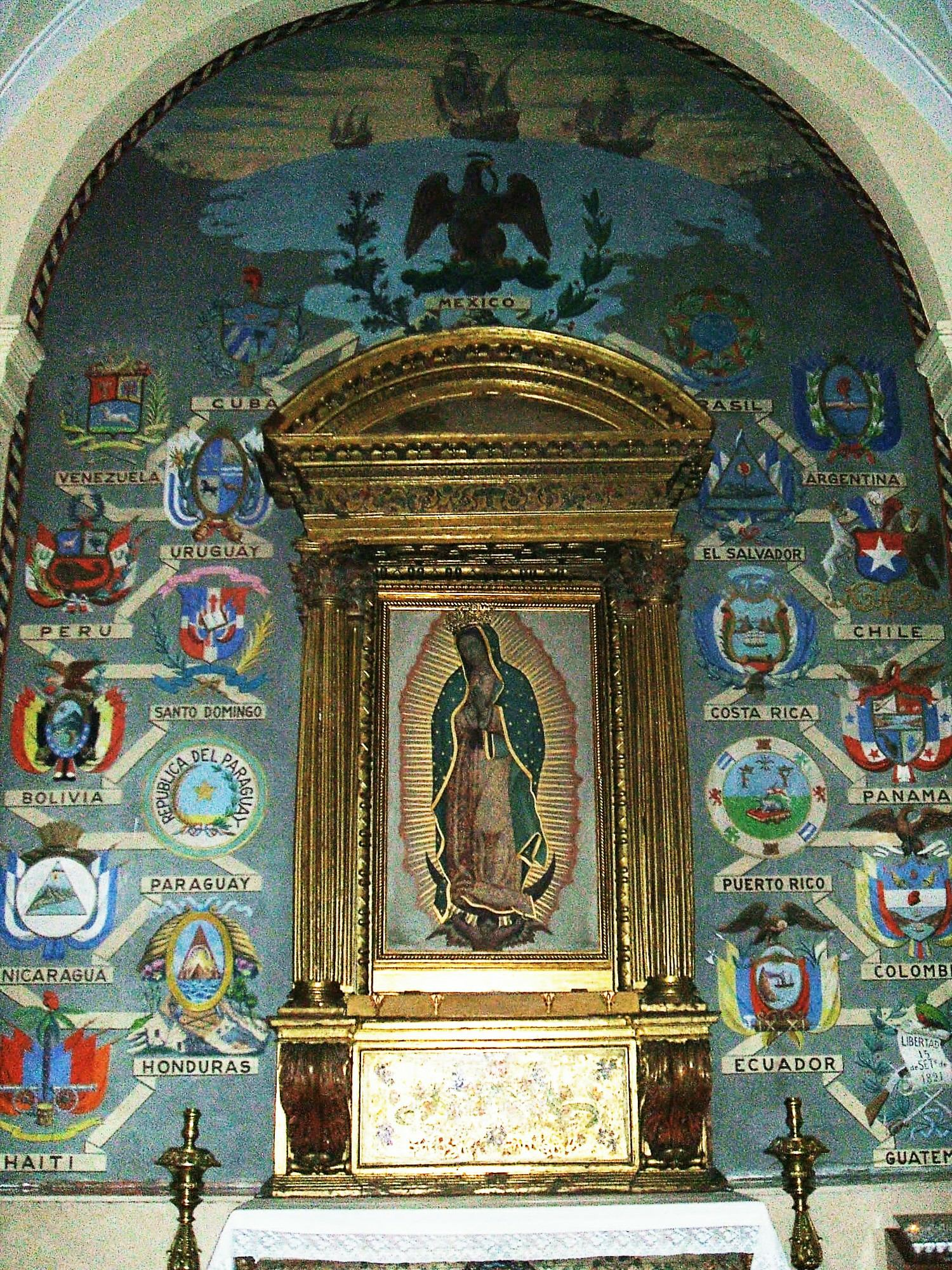
Retablo de la Virgen de Guadalupe
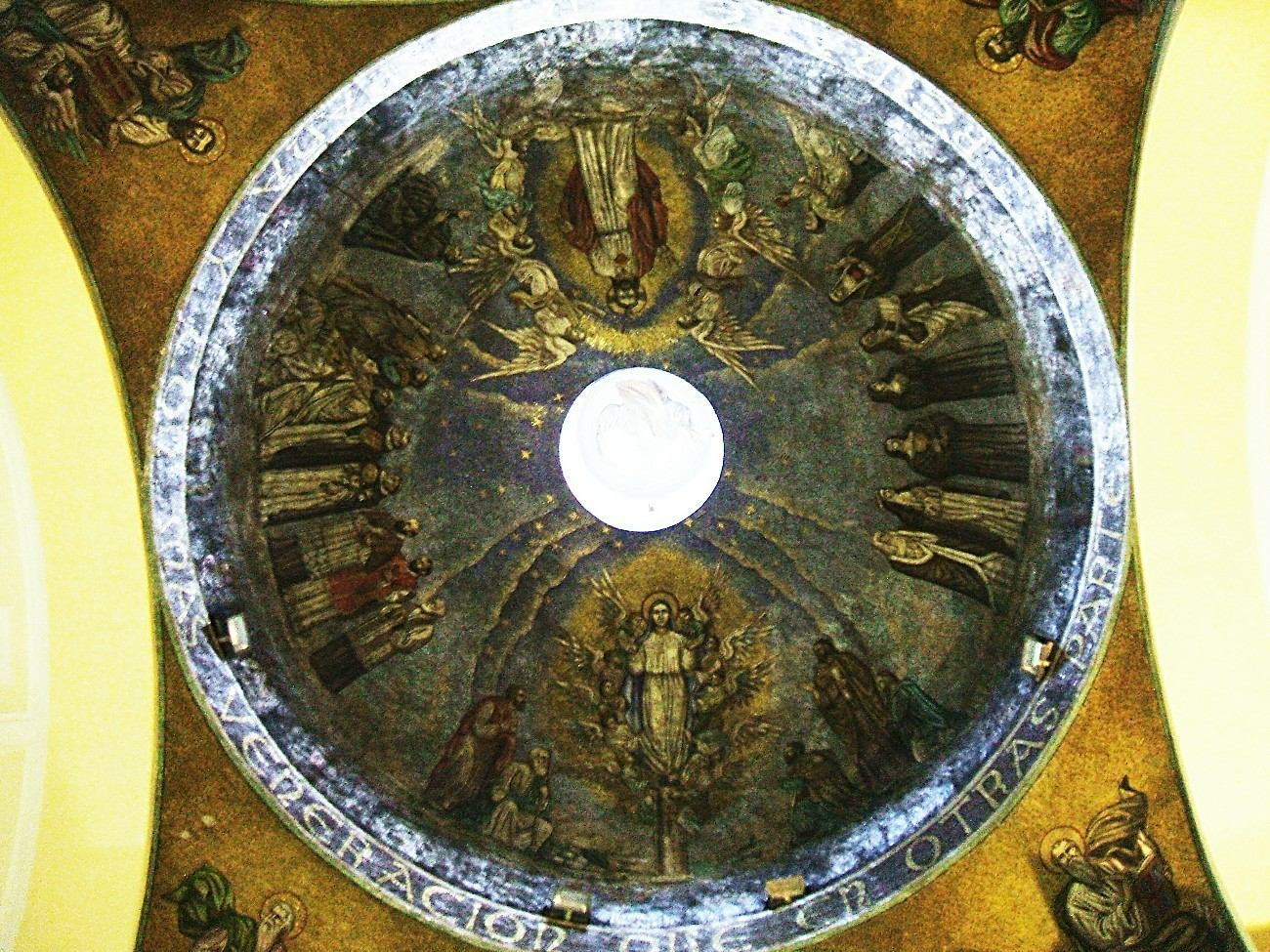
Cúpula del crucero
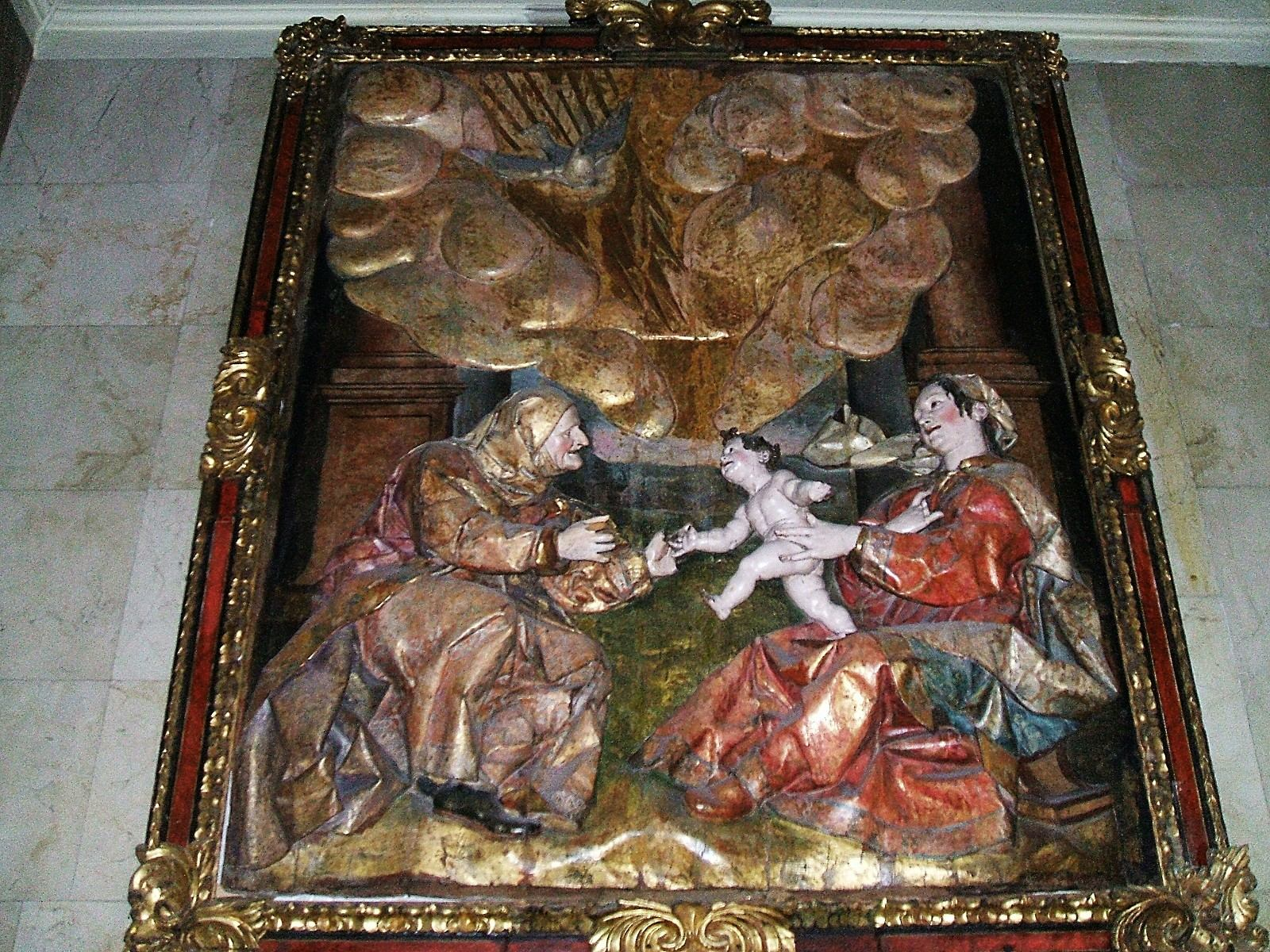
Relieve de Santa Ana, la Virgen y el Niño
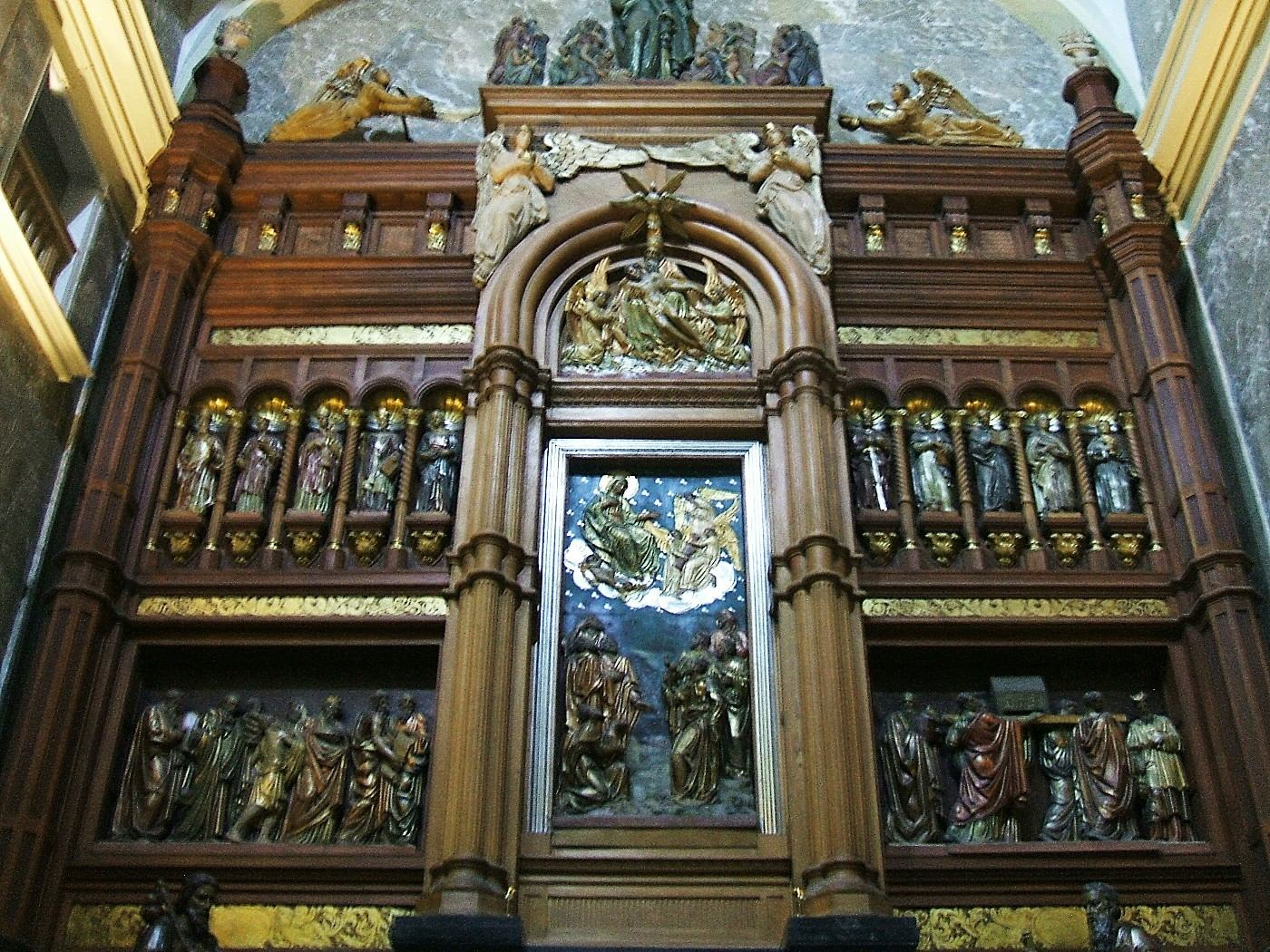
Retablo de la Aparición de la Virgen del Pilar a Santiago Apóstol